# Frits Bolkestein
Frederik (Frits) Bolkestein (ur. 4 kwietnia 1933 w Amsterdamie, zm. 17 lutego 2025 w Laren) – holenderski polityk i ekonomista, parlamentarzysta i minister, w latach 1990–1998 lider Partii Ludowej na rzecz Wolności i Demokracji (VVD), od 1999 do 2004 członek Komisji Europejskiej ds. usług i rynku wewnętrznego.

## Życiorys
W 1951 ukończył szkołę średnią Barlaeus Gymnasium, następnie do 1953 studiował matematykę na Oregon State University. W 1955 został absolwentem matematyki i fizyki na Uniwersytecie Amsterdamskim. W 1964 ukończył ekonomię w London School of Economics, a w 1965 uzyskał magisterium z prawa na Uniwersytecie w Lejdzie.
Od 1960 do 1976 pracował w koncernie Royal Dutch Shell, zajmował różne stanowiska w jego oddziałach w Afryce, Ameryce Środkowej i Azji. Był koordynatorem regionalnym Shell Chemie (1972–1973), a następnie przez trzy lata dyrektorem w tym przedsiębiorstwie.
W 1975 wstąpił do Partii Ludowej na rzecz Wolności i Demokracji, a rok później zdecydował się zawodowo zająć działalnością polityczną. W 1978 wybrany po raz pierwszy do Tweede Kamer. Do niższej izby Stanów Generalnych uzyskiwał reelekcję w wyborach w 1982, 1986, 1989, 1994 i 1998. Od listopada 1982 do lipca 1986 pełnił funkcję sekretarza stanu do spraw handlu zagranicznego. Od września 1988 do listopada 1989 sprawował urząd ministra obrony. W maju 1990 został liderem VVD i przewodniczącym klubu poselskiego swojej partii, oba stanowiska zajmował do lipca 1998. Był wiceprzewodniczącym (1991–1994) i przewodniczącym (1996–1999) Międzynarodówki Liberalnej.
Od września 1999 do listopada 2004 wchodził w skład Komisji Europejskiej, którą kierował Romano Prodi. Odpowiadał w niej za usługi i rynek wewnętrzny. Był projektodawcą m.in. liberalizującej przepływ usług w UE dyrektywy usługowej (zwanej „dyrektywą Bolkesteina”), którą w zmodyfikowanym kształcie przyjęto już po jego odejściu z KE. Od 2004 prowadził wykłady na Uniwersytecie Technicznym w Delfcie oraz na Uniwersytecie w Lejdzie.
Odznaczony m.in. Orderem Lwa Niderlandzkiego III (1986) i II (1989) klasy oraz Orderem Oranje-Nassau III klasy (2004).